# Lista de álbuns número um em Portugal em 2018
A lista dos álbuns que alcançaram a posição de número um em Portugal em 2018. É realizada através de dados recolhidos pela Associação Fonográfica Portuguesa.

## Histórico
| Semana  | Álbum                             | Artista(s)                      | Referências |
| ------- | --------------------------------- | ------------------------------- | ----------- |
| 1/2018  | Roberto Carlos por Raquel Tavares | Raquel Tavares                  | [ 1 ]       |
| 2/2018  | Roberto Carlos por Raquel Tavares | Raquel Tavares                  | [ 2 ]       |
| 3/2018  | Camila                            | Camila Cabello                  | [ 3 ]       |
| 4/2018  | Roberto Carlos por Raquel Tavares | Raquel Tavares                  | [ 4 ]       |
| 5/2018  | Nação Valente                     | Sérgio Godinho                  | [ 5 ]       |
| 6/2018  | Teu                               | Paulo Sousa                     | [ 6 ]       |
| 7/2018  | Nação Valente                     | Sérgio Godinho                  | [ 7 ]       |
| 8/2018  | Linda Martini                     | Linda Martini                   | [ 8 ]       |
| 9/2018  | Roberto Carlos por Raquel Tavares | Raquel Tavares                  | [ 9 ]       |
| 10/2018 | Roberto Carlos por Raquel Tavares | Raquel Tavares                  | [ 10 ]      |
| 11/2018 | Roberto Carlos por Raquel Tavares | Raquel Tavares                  | [ 11 ]      |
| 12/2018 | Salto                             | Fernando Daniel                 | [ 12 ]      |
| 13/2018 | Salto                             | Fernando Daniel                 | [ 13 ]      |
| 14/2018 | Roberto Carlos por Raquel Tavares | Raquel Tavares                  | [ 14 ]      |
| 15/2018 | Madeira                           | PAUS                            | [ 15 ]      |
| 16/2018 | Odeon Hotel                       | Dead Combo                      | [ 16 ]      |
| 17/2018 | Casa                              | Carolina Deslandes              | [ 17 ]      |
| 18/2018 | Casa                              | Carolina Deslandes              | [ 18 ]      |
| 19/2018 | Confessions                       | Aurea                           | [ 19 ]      |
| 20/2018 | Tranquility Base Hotel & Casino   | Arctic Monkeys                  | [ 20 ]      |
| 21/2018 | Casa                              | Carolina Deslandes              | [ 21 ]      |
| 22/2018 | Mariza                            | Mariza                          | [ 22 ]      |
| 23/2018 | Mariza                            | Mariza                          | [ 23 ]      |
| 24/2018 | 28 Noites Ao Vivo nos Coliseus    | António Zambujo & Miguel Araújo | [ 24 ]      |
| 25/2018 | 28 Noites Ao Vivo nos Coliseus    | António Zambujo & Miguel Araújo | [ 25 ]      |
| 26/2018 | 28 Noites Ao Vivo nos Coliseus    | António Zambujo & Miguel Araújo | [ 26 ]      |
| 27/2018 | 28 Noites Ao Vivo nos Coliseus    | António Zambujo & Miguel Araújo | [ 27 ]      |
| 28/2018 | 28 Noites Ao Vivo nos Coliseus    | António Zambujo & Miguel Araújo | [ 28 ]      |
| 29/2018 | 28 Noites Ao Vivo nos Coliseus    | António Zambujo & Miguel Araújo | [ 29 ]      |
| 30/2018 | 28 Noites Ao Vivo nos Coliseus    | António Zambujo & Miguel Araújo | [ 30 ]      |
| 31/2018 | Cartas                            | Bárbara Bandeira                | [ 31 ]      |
| 32/2018 | Mariza                            | Mariza                          | [ 32 ]      |
| 33/2018 | Mariza                            | Mariza                          | [ 33 ]      |
| 34/2018 | Sweetener                         | Ariana Grande                   | [ 34 ]      |
| 35/2018 | Mariza                            | Mariza                          | [ 35 ]      |
| 36/2018 | Mariza                            | Mariza                          | [ 36 ]      |
| 37/2018 | Mariza                            | Mariza                          | [ 37 ]      |
| 38/2018 | Love Is Here to Stay              | Tony Bennett & Diana Krall      | [ 38 ]      |
| 39/2018 | Love Is Here to Stay              | Tony Bennett & Diana Krall      | [ 39 ]      |
| 40/2018 | Mariza                            | Mariza                          | [ 40 ]      |
| 41/2018 | Trench                            | Twenty One Pilots               | [ 41 ]      |
| 42/2018 | Lebre                             | Diabo na Cruz                   | [ 42 ]      |
| 43/2018 | Mundu Nôbu                        | Dino D'Santiago                 | [ 43 ]      |
| 44/2018 | Augusta                           | Matias Damásio                  | [ 44 ]      |
| 45/2018 | As Canções das Nossas Vidas       | Tony Carreira                   | [ 45 ]      |
| 46/2018 | As Canções das Nossas Vidas       | Tony Carreira                   | [ 46 ]      |
| 47/2018 | As Canções das Nossas Vidas       | Tony Carreira                   | [ 47 ]      |
| 48/2018 | 7                                 | David Carreira                  | [ 48 ]      |
| 49/2018 | Espiritual                        | Pedro Abrunhosa & Comité Caviar | [ 49 ]      |
| 50/2018 | Espiritual                        | Pedro Abrunhosa & Comité Caviar | [ 50 ]      |
| 51/2018 | Espiritual                        | Pedro Abrunhosa & Comité Caviar | [ 51 ]      |
| 52/2018 | Do Avesso                         | António Zambujo                 | [ 52 ]      |